# アークエンジェル (映画)
『アークエンジェル』（原題: Archangel）は、1990年に公開されたカナダのコメディ映画。監督、脚本、撮影、編集、美術監督はガイ・マディン。モノクロームの映画である。

## あらすじ
第一次世界大戦後の1919年が舞台。

## キャスト
- カイル・マクローチ
- キャシー・マリクーカ
- アリ・コーエン
- サラ・ネヴィル
- マイケル・ゴッリ